# Drvenik Veliki
Drvenik Veliki, appelée aussi Drvenik Veli, est une île croate de la mer Adriatique. Elle fait partie de l'archipel Dalmatien central. Elle se situe au nord-ouest de l'île Šolta, à 1,8 km des terres continentales. Le point culminant de l'île s'élève à 178 mètres. La superficie de l'île est 12,07 km2. Les principales activités économiques de l'île sont l'agriculture, la pêche et le tourisme.